# ドナタス・モティエユーナス
ドナタス・モティエユーナス（Donatas Motiejūnas、IPA: [dɔˈnaːtɐs moːtʲiəˈjûːnɐs]、1990年9月20日 - ）は、リトアニアのプロバスケットボール選手。ASモナコ・バスケットに所属している。
身長213cmで、ポジションはパワーフォワードとセンター。
なお、リトアニア語では「モティエユーナス」と発音されるが、日本語メディアにおいては「モティユナス」の表記も用いられる。

## 経歴
16歳でリトアニアの国内リーグでプロデビュー。その後イタリアでプレーした後2011年のNBAドラフトにエントリーを表明。全体20位でミネソタ・ティンバーウルブズに指名を受けたが、ドラフト会議開催日の翌日に、ヒューストン・ロケッツとの間で行われたトレードで、交渉権がロケッツに移動。2011-12シーズンはポーランドでプレーし、2012-13シーズンにNBAデビューを果たした。
2016年2月18日、三角トレードでデトロイト・ピストンズに移籍することが決まったが、モティエユーナスのメディカルチェックが不合格に終わり、その4日後、ピストンズがトレードの解除を申し入れたため移籍は実現しなかった。2月27日、ロケッツに復帰。シーズン終了後、制限付きFAとなったものの、ロケッツとの再契約交渉が難航した状態が続き、2016-17シーズンが開幕して以降も再契約には至らずそんな中、モティユエーナスは12月3日にブルックリン・ネッツが提示した4年3700万ドルのオファーシートにサインしたが、3日後にロケッツが同額の契約を提示し、一旦残留が決まったものの、その後のメディカルチェックで再び不備が生じたこともあり、12月15日にロケッツはモティエユーナスと結んだ契約を破棄した。その後2017年1月1日にニューオーリンズ・ペリカンズとの契約合意に至った。
2017年8月8日、CBAの山東高速金星籃球倶楽部と、1年300万ドルで契約した。
2019年４月４日、サンアントニオ・スパーズと契約した。

### ASモナコ・バスケット(2021-)
2021年8月18日、ユーロリーグとLNBに所属するASモナコ・バスケットとの契約が発表された。国内リーグでは24試合に出場し、1試合平均21.3分の出場で、12.4得点、9.4リバウンド、1.3アシスト、プレーオフでは12試合に出場し、1試合平均20.2分の出場で、8.2得点、3.6リバウンド、ユーロリーグでは38試合に出場し、1試合平均19.1分の出場で、9.7得点、4.6リバウンドという成績を残した。
2024年7月15日、チームとの契約を2年延長したと発表された。

## プレースタイル
213cmのサイズを誇りながら、フローターを楽々決めるなど柔軟なプレーを見せ、ドワイト・ハワードは､「彼は白いアキーム・オラジュワンだ」と表現する。サウスポーだが、右腕からもフローターやフックショットを決める。ディフェンスやリバウンドなどでも一定の評価を得ており、今やロケッツの成長株の一人である。